# Clément Penven
Clément Penven, né le 27 janvier 1989 à Compiègne, est un coureur cycliste français.

## Biographie
Clément Penven est un coureur appartenant à la catégorie des grimpeurs. Il compte pour principales références une 5e place à Liège-Bastogne-Liège espoirs en 2010, une 8e place au classement général du Rhône-Alpes Isère Tour et une 10e place au classement général du Tour des Pays de Savoie en 2012. En 2013, il prend la 7e place du classement général final du Tour Alsace et la 10e en 2014. 

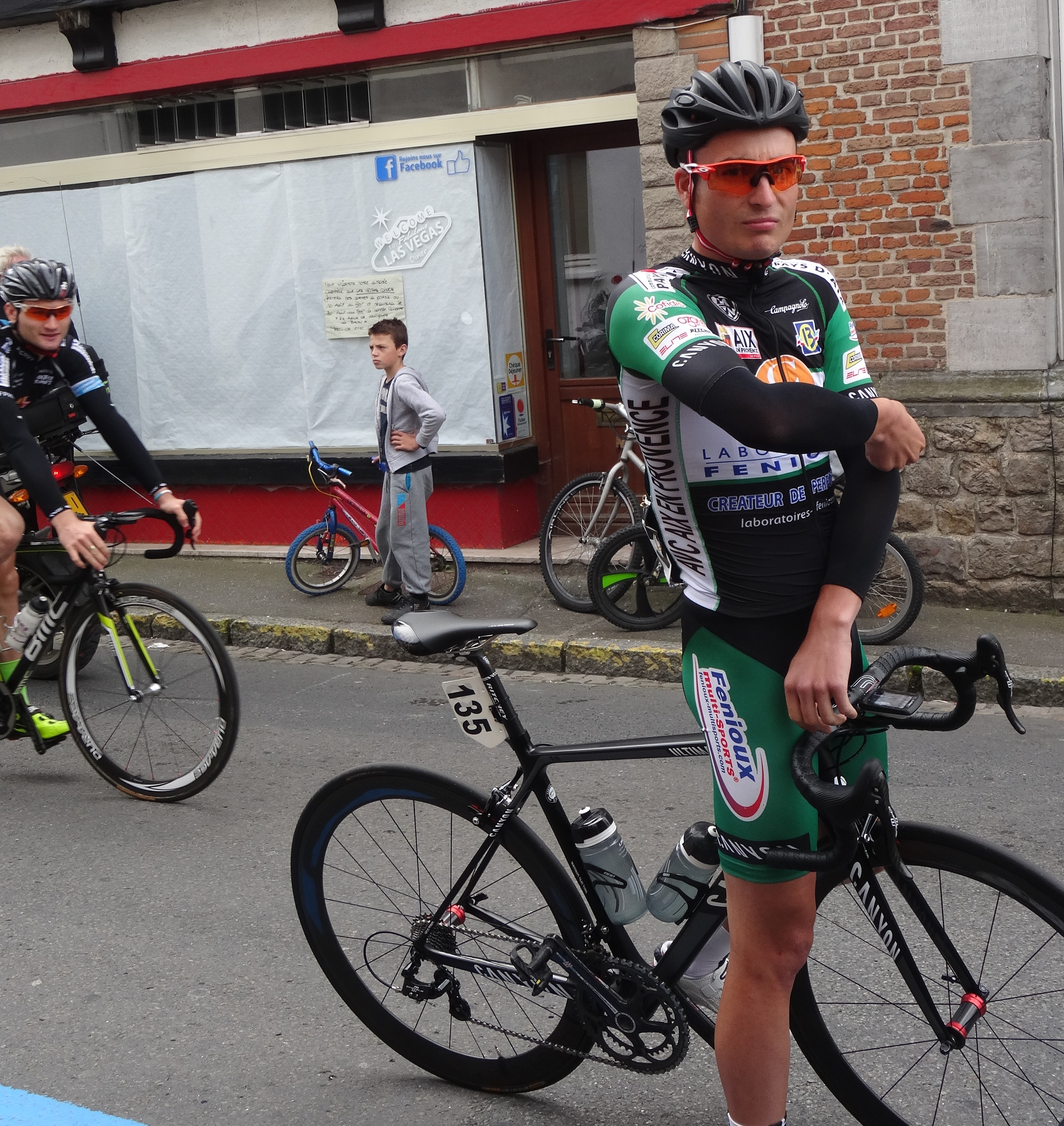
Clément Penven lors du Grand Prix de Bavay 2014.

En 2015, il devient professionnel au sein de l'équipe continentale française Marseille 13 KTM mais son contrat n'est pas renouvelé par ses dirigeants en fin de saison. Au mois d'octobre de la même année il signe un contrat avec la formation Armée de Terre,. 
Au cours de cette saison 2016, Penven se distingue notamment en terminant 4e de la 2e étape de la Ronde de l'Oise, au terme d'une longue échappée. Il parvient à rester bien placé tout au long de l'épreuve et termine finalement 11e du classement général. Quelques semaines plus tard, il est à nouveau présent dans l'échappée sur Paris-Chauny, ce qui lui permet de prendre la 6e place de l'épreuve. Au mois d'octobre, il n'est pas conservé par les dirigeants de l'équipe continentale française Armée de Terre. Quelques jours plus tard le quotidien régional Le Parisien annonce qu'il rejoint la formation isarienne du CC Nogent-sur-Oise en compagnie de Kévin Lalouette.
En 2017, il se classe cinquième du Grand Prix des Marbriers

## Palmarès et classements mondiaux

### Palmarès
- 2011
  - 2e du Trio normand espoirs
- 2012
  - Grand Prix de Saint-Souplet
- 2014
  - Grand Prix de la ville de Nogent-sur-Oise
  - Classement général du Tour de Franche-Comté
  - 2e d'Annemasse-Bellegarde et retour
  - 3e des Boucles de l'Austreberthe
- 2017
  - 4e étape du Tour de Côte-d'Or
  - 3e de Paris-Mantes-en-Yvelines
  - 3e de la Classique Bourgogne-Franche-Comté
- 2018
  - Tour de la Mirabelle : 
    - Classement général
    - 2e étape

### Classements mondiaux
| Année           | 2010 | 2011 | 2012 | 2013   | 2014 | 2015 | 2016   | 2017 |
| --------------- | ---- | ---- | ---- | ------ | ---- | ---- | ------ | ---- |
| UCI Europe Tour | 704e |      | 889e | 1 092e |      |      | 1 242e | 755e |